# 度司妥单抗
度司妥单抗（INN：Dusigitumab）是一种人单克隆抗体，设计用于治疗癌症。它与IGF2结合。它是由阿斯利康收购的MedImmune开发的，使用Abgenix授权的XenomMouse技术。对于这款药物的开发已停止。